# Сродство
Сродство́ — способность одного объекта (тела) связываться с другим объектом и образовывать таким образом новый комплексный объект. Понятие сродство применяется как к физическим объектам (элементарным частицам, атомам — напр., сродство к электрону), так и к сложным молекулам (в химии), в том числе и к белкам (в биохимии). Коэффициентом, характеризующим силу сродства, является энергия связи, выделяющаяся или затрачиваемая при возникновении связи объектов (далее молекул), измеряемая в килоджоулях (кДж) или электронвольтах (эВ).
Термин «аффинность» или «аффинитет» фактически является синонимом понятия «сродства», но в русском научном языке это слово больше употребляется в иммунологии (взаимодействие антигена и антитела). В неорганической химии похожим значением обладает термин «электроотрицательность», характеризующий сродство одинарных атомов друг к другу.
В биохимии сродство лиганда к рецептору характеризует так называемый коэффициент Ki (сокр. от a dissociation constant used in receptor binding and enzyme inhibition — Константа диссоциации применительно к связыванию с рецепторами (receptor binding), а также ингибирования энзимов).
Ki можно рассчитать по следующей формуле. Если EC50 — половина от максимально эффективной концентрации лиганда, характеризующий силу действия лиганда на рецептор, [ligand] — концентрация лиганда в растворе, Kd — константа диссоциации для лиганд-рецепторной связи.
{\displaystyle K_{i}={\frac {EC_{50}}{1+{\frac {\left[{ligand}\right]}{K_{d}}}}}}
Таким образом Ki — это концентрация конкурирующего лиганда, если он соединён с половиной доступных рецепторов в равновесном состоянии системы. Чем ниже Ki — тем большее сродство к рецептору имеет данный лиганд.
Существует несколько общедоступных базы данных (Ki Database) коэффициентов Ki, например BindingDB.org или PDSP Ki Database.
Отметим, что Ki характеризует силу взаимодействия (в том числе время, в течение которого рецептор занят лигандом), но не характеризует модальность (полярность) этой силы (ингибирование либо активация рецептора).
Существуют программы-симуляторы, использующиеся в фармакологических исследованиях, с помощью которых можно рассчитывать коэффициенты связи заданных лигандов к заданным белкам-рецепторам (см. Молекулярное моделирование).